# Jella Haase
Jella Haase (27 d'octubre de 1992) és una actriu alemanya. Va començar a actuar al teatre a una edat molt primerenca. Els seus crèdits cinematogràfics inclouen Lollipop Monster, Fack ju Göhte i Combat Girls. També ha aparegut als programes de televisió Polizeiruf 110 i Alpha 0.7 – Der Feind in dir. Va guanyar el premi de cinema bavarès a la millor actriu jove el 2012, el premi Günter Strack de televisió el 2013 i va obtenir una nominació als premis del cinema alemany el 2014.

## Biografia
Haase va néixer a Berlín-Kreuzberg. La seva mare és dentista. Haase va començar la seva carrera com a actriu infantil al teatre dramàtic. El 2009, va fer el seu debut cinematogràfic al curtmetratge Der letzte Rest als 15 anys. El seu primer paper important va ser a la pel·lícula de televisió Mama kommt! Després van arribar més produccions de televisió, incloses dues aparicions a Polizeiruf 110. El 2010, va protagonitzar sis episodis d'Alpha 0.7 - Der Feind in dir.
El 2011, va aparèixer a la pel·lícula Men in the City 2. També va tenir un paper protagonista a la pel·lícula sobre neonazis Krigerin, on va aparèixer amb Alina Levshin i Gerdy Zint. Per aquest paper, i també per la pel·lícula Lollipop Monster, va rebre el premi de cinema bavarès a la millor actriu jove el 2012.
El 2013, va interpretar a una prostituta menor d'edat que es filma fent sexe amb jutges per fer-los xantatge, a l'episodi Puppenspieler de la sèrie Tatort. També va rebre premi Günter Strack de televisió el 2013 a la millor actriu. El mateix any, va interpretar l'adolescent Chantal Ackermann a la pel·lícula de comèdia Fack ju Göhte dirigida per Bora Dağtekin. Pel seu paper, va ser nominada al premi del cinema alemany a la millor actriu secundària el 2014.
El 2022, va protagonitzar la sèrie d'espies de Netflix Kleo, amb una segona temporada el 2024.